# Eyvind Lassen
Eyvind Rudolf Henning Lassen, född 1899 i Köpenhamn, död 1972, var en dansk-svensk målare.
Lassen studerade konst i Köpenhamn, Berlin och Paris. Han bosatte sig i Sverige 1931. Hans konst består av landskap med motiv från Halländska skogsbygden. Han regisserade och utförde dekorationer vid Ystad friluftsteater. Lassen är representerad vid Halmstads museum.  